# Horas de luz
Pour plus de détails, voir Fiche technique et Distribution.
Horas de luz est un film espagnol réalisé par Manolo Matji, sorti en 2004.

## Synopsis
Inspiré d'une histoire vraie, le film raconte l'histoire d'amour entre María del Mar « Marimar » Villar, infirmière en prison, et Juan José Garfia, incarcéré pour un triple homicide en 1987.

## Fiche technique
- Titre : Horas de luz
- Réalisation : Manolo Matji
- Scénario : José Ángel Esteban, Carlos López et Manolo Matji
- Musique : Alfonso de Vilallonga
- Photographie : José Luis López-Linares
- Montage : José María Biurrún
- Production : Fernando Bovaira et Gustavo Ferrada
- Société de production : Canal+ España, La Fiesta, Sogecine, TeleMadrid et Televisión Española
- Pays :  Espagne
- Genre : Drame et romance
- Durée : 98 minutes
- Dates de sortie : 
  - Espagne : 24 septembre 2004

## Distribution
- Alberto San Juan : Juanjo
- Emma Suárez : Marimar
- José Ángel Egido : Chincheta
- Vicente Romero : Morata
- Andrés Lima : Granizo
- Ana Wagener : Chus
- Aitor Merino : Tormo
- Daniel Núñez : Chester
- Paco Marín : Rafa
- Sandro Cordero : Herrero
- Enrique Escudero : Peña
- Jesús Noguero : Ramos
- Fernando Lage : Moreno
- Mariana Cordero : la mère de Juanjo
- Kike Biguri : Sindo
- Javier Dorado : Chaval

## Distinctions
Le film a été nommé pour deux prix Goya (meilleur scénario et meilleur montage).